# Dallas Texans 1962
La stagione 1962 dei Dallas Texans, i futuri Kansas City Chiefs, è stata la terza della franchigia nell'American Football League e l'ultima prima del trasferimento a Kansas City.
I Texans vinsero il loro primo titolo (e l'unico a Dallas) battendo i loro rivali statali, gli Houston Oilers due volte campioni in carica, per 20–17 dopo un doppio tempo supplementare che rimane la seconda gara più lunga della storia del football professionistico e la più lunga della AFL.
Coach Hank Stram fu nominato allenatore dell'anno della NFL e il RB Curtis McClinton (Kansas) rookie dell'anno. Abner Haynes divenne il primo giocatore della squadra a superare le 1.000 yard corse, concludendo con 1.049 e guidando la lega con 13 touchdown su corsa.
I Texans stabilirono il record AFL per percentuale di vittoria in una stagione (60,6%). Guidarono la lega in punti segnati (389), minor numero di punti subiti (233) e touchdown totali (50; 29 passati, 21 corsi) in 1962.

## Draft AFL 1962
| Scelte nel Draft AFL 1961 |                |                |                           |
| Giro                      | Giocatore      | Ruolo          | College                   |
| 1                         | Ronnie Bull    | Halfback       | Baylor                    |
| 2                         | Bill Miller    | End            | Miami (Florida)           |
| 3                         | Eddie Wilson   | Quarterback    | Arizona                   |
| 4                         | Charles Hinton | Tackle         | North Carolina College    |
| 4                         | Irv Goode      | Center         | Kentucky (from Buffalo)   |
| 5                         | Bobby Plummer  | Tackle         | TCU                       |
| 5                         | Bobby Ply      | Quarterback    | Baylor (from New York)    |
| 5                         | Bill Hull      | End            | Wake Forest (from Boston) |
| 6                         | Al Hinton      | End            | Iowa                      |
| 8                         | Larry Bowie    | Tackle         | Purdue                    |
| 9                         | Dick Mills     | Tackle         | Pittsburgh                |
| 10                        | Jimmy Saxton   | Halfback       | Texas                     |
| 11                        | Bobby Hunt     | Defensive back | Auburn (from Oakland)     |
| 11                        | Guy Reese      | Tackle         | SMU                       |
| 12                        | Bobby Thompson | Halfback       | Arizona                   |
| 14                        | Bookie Bolin   | Guard          | Mississippi               |
| 15                        | Dave Graham    | Tackle         | Virginia                  |
| 16                        | Pettis Norman  | End            | John Smith                |
| 17                        | Tommy Brooker  | End            | Alabama                   |
| 18                        | Joe Carollo    | Tackle         | Notre Dame                |
| 19                        | Lee Welch      | Halfback       | Mississippi State         |
| 20                        | Mike Semcheski | Guard          | Lehigh                    |
| 21                        | Kent Martin    | Tackle         | Wake Forest               |
| 22                        | Jim Bernhardt  | Tackle         | Linfield                  |
| 23                        | Russ Foret     | Tackle         | Georgia Tech              |
| 24                        | Pat Trammell   | Quarterback    | Alabama                   |
| 25                        | John Burrell   | End            | Rice                      |
| 26                        | Walt Rappold   | Quarterback    | Duke                      |
| 27                        | Scott Tyler    | Halfback       | Miami (Ohio)              |
| 28                        | Jim Thrush     | Tackle         | Xavier                    |
| 29                        | Ed Ryan        | Halfback       | Michigan State            |
| 30                        | Don Goodman    | Halfback       | Florida                   |
| 31                        | Everisto Nino  | Tackle         | East Texas State          |
| 32                        | Joel Arrington | Halfback       | Duke                      |
| 33                        | Jack Wilson    | Halfback       | Duke                      |
| 34                        | Rodger Shoals  | Center         | Maryland                  |

## Calendario
| Stagione regolare |                    |                       |                    |                      |                    |                    |
| Turno             | Data               | Avversario            | Risultato          | Stadio               | Pubblico           |                    |
| 1                 | 8 settembre        | Boston Patriots       | V 42–28            | Cotton Bowl          | 32,000             |                    |
| 2                 | Settimana di pausa | Settimana di pausa    | Settimana di pausa | Settimana di pausa   | Settimana di pausa | Settimana di pausa |
| 3                 | 23 settembre       | at Oakland Raiders    | V 26–16            | Frank Youell Field   | 12,500             |                    |
| 4                 | 30 settembre       | Buffalo Bills         | V 41–21            | Cotton Bowl          | 25,500             |                    |
| 5                 | 7 ottobre          | at San Diego Chargers | S 28–32            | Balboa Stadium       | 23,092             |                    |
| 6                 | 13 ottobre         | at Boston Patriots    | V 27–7             | Nickerson Field      | 23,874             |                    |
| 7                 | 21 ottobre         | New York Titans       | V 20–17            | Cotton Bowl          | 17,814             |                    |
| 8                 | 28 ottobre         | at Houston Oilers     | V 31–7             | Jeppesen Stadium     | 31,750             |                    |
| 9                 | 4 novembre         | Houston Oilers        | S 6–14             | Cotton Bowl          | 29,017             |                    |
| 10                | 11 novembre        | at New York Titans    | V 52–31            | Polo Grounds         | 13,275             |                    |
| 11                | 18 novembre        | at Denver Broncos     | W 24–3             | Bears Stadium        | 23,523             |                    |
| 12                | 25 novembre        | Oakland Raiders       | V 35–7             | Cotton Bowl          | 13,557             |                    |
| 13                | 2 dicembre         | at Buffalo Bills      | S 14–23            | War Memorial Stadium | 35,261             |                    |
| 14                | 9 dicembre         | Denver Broncos        | V 17–10            | Cotton Bowl          | 19,137             |                    |
| 15                | 16 novembre        | San Diego Chargers    | V 26–17            | Cotton Bowl          | 18,384             |                    |

## Classifiche
| AFL Western Division |    |    |   |      |     |     |     |     |
|                      | V  | S  | P | %    | DIV | PF  | PS  | STR |
| Dallas Texans        | 11 | 3  | 0 | .786 | 5–1 | 389 | 233 | V2  |
| Denver Broncos       | 7  | 7  | 0 | .500 | 4–2 | 353 | 334 | S5  |
| San Diego Chargers   | 4  | 10 | 0 | .286 | 3–3 | 314 | 392 | S2  |
| Oakland Raiders      | 1  | 13 | 0 | .071 | 0–6 | 213 | 370 | V1  |

Nota: I pareggi non venivano conteggiati ai fini della classifica fino al 1972.

## Finale del campionato AFL
Dallas Texans 20, Houston Oilers 17 (2TS)
|        | 1 | 2  | 3 | 4  | OT | 2OT | Totale |
| ------ | - | -- | - | -- | -- | --- | ------ |
| Texans | 3 | 14 | 0 | 0  | 0  | 3   | 20     |
| Oilers | 0 | 0  | 7 | 10 | 0  | 0   | 17     |

al Jeppesen Stadium, Houston, Texas
- Data: 23 dicembre 1962
- Ora: 2:00 p.m. CST
- Pubblico: 37,981
- Commentatori TV (ABC): Curt Gowdy, Paul Christman, e Jack Buck